# 김성렬
김성렬(金聖烈, 1958년 ~ )은 경기도 행정1부지사, 행정자치부 차관 등을 역임한 대한민국의 공무원이다.

## 경력
- 2016년 1월 ~ 2017년 5월: 행정자치부 차관
- 2014년 12월 ~ 2016년 1월: 행정자치부 지방행정실장
- 2014년 11월 ~ 2014년 12월: 행정자치부 창조정부조직실장
- 2013년 4월 ~ 2014년 11월: 안전행정부 창조정부조직실장
- 2011년 6월 ~ 2013년 4월: 경기도 행정제1부지사
- 2010년 10월 ~ 2011년 6월: 행정안전부 조직실장
- 2009년 11월 ~ 2010년 10월: 행정안전부 인사실 인사정책관
- 2008년 12월 ~ 2009년 11월: 행정안전부 공무원노사협력관
- 2007년 3월 ~ 2008년 2월: 중앙인사위원회 인사정책국장
- 2004년 8월 ~ 2007년 1월: 주OECD대한민국대표부 주재관
- 2003년 2월 ~ 2004년 8월: 대통령비서실 인사수석비서관실 행정관
- 2001년 5월 ~ 2003년 2월: 중앙인사위원회 인사심사과장
- 2000년 10월 ~ 2001년 5월: 중앙인사위원회 기획총괄과장
- 1999년 5월 ~ 2000년 10월: 중앙인사위원회 급여정책과장
- 1983년: 제27회 행정고시 합격